# Lioscinella boliviensis
Lioscinella boliviensis är en tvåvingeart som beskrevs av Oswald Duda 1930. Lioscinella boliviensis ingår i släktet Lioscinella och familjen fritflugor. Inga underarter finns listade i Catalogue of Life.